# Carl Frederik Tietgen

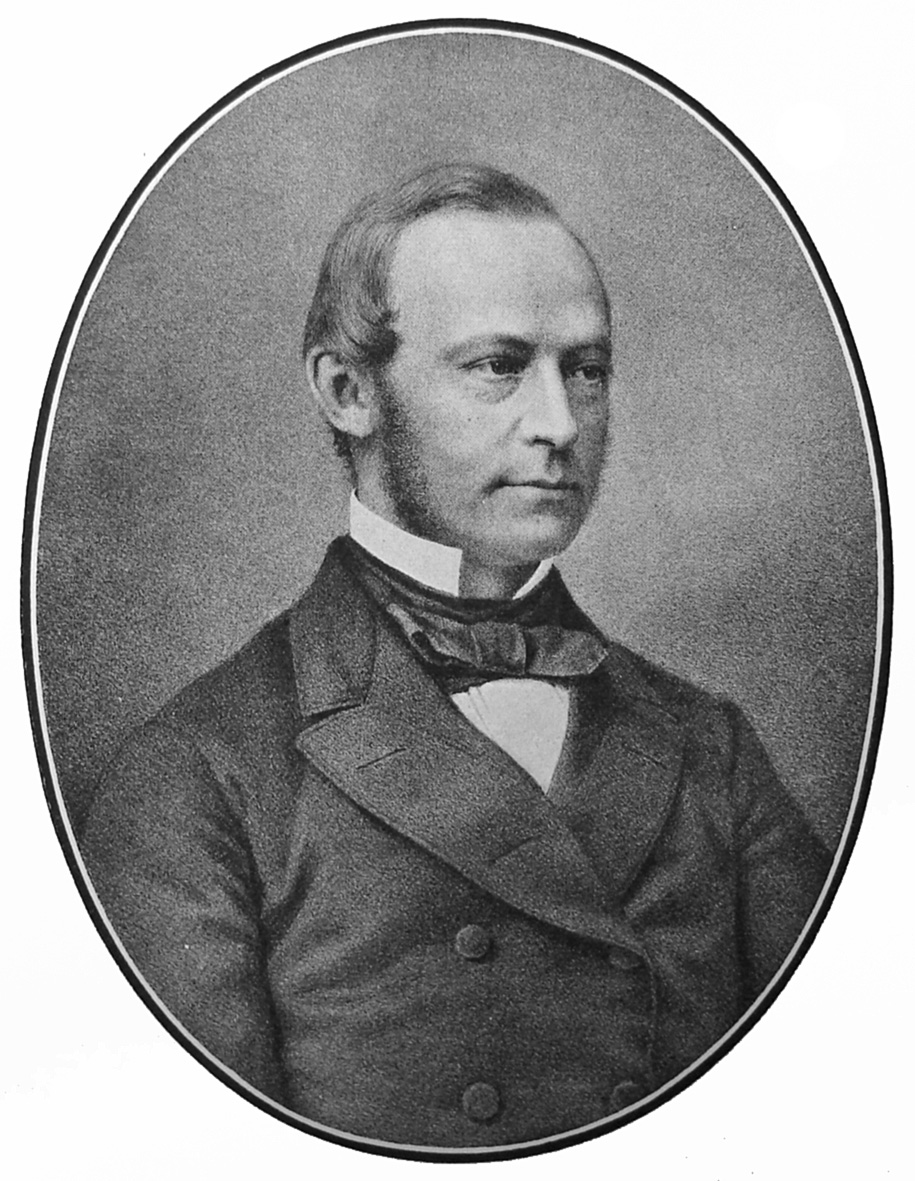
C.F. Tietgen

Carl Frederik Tietgen, C.F. Tietgen, född 19 mars 1829 i Odense, död 19 oktober 1901 i Köpenhamn, var en dansk affärsman.
Tietgen, som var son till en hantverkare, hade 1849–55 anställning hos ett handelshus i Manchester och blev sedan köpman i Köpenhamn. År 1857 blev han direktör för den nyinrättade Privatbanken och fick redan samma år tillfälle att utöva inflytande under den stora ekonomiska krisen. Likväl visade han först efter dansk-tyska kriget 1864 hela sin förmåga. Efterhand stiftade han en hel rad viktiga aktiebolag, såsom Det Forenede Dampskibsselskab (1866), Kjøbenhavns Sporvei-Selskab (1866), Store Nordiske Telegrafselskab (1868–70), Burmeister & Wains Maskin- og Skibsbyggeri (1871), De Danske Sukkerfabrikker (1872), De Danske Spritfabrikker (1881), Kjøbenhavns Telefonselskab (1882) och De Forenede Bryggerier (1891) samt Lolland–Falsterske Jernbaneselskab (1874) och Østsjællandske Jernbaneselskab (1877). 
För de flesta av dessa bolag var Tietgen inte bara stiftare, utan även ledare tills han 1896–97 av hälsoskäl tvingades lämna sina poster. Han var 1885–97, i egenskap av ordförande i Grosserersocietetets kommitté, Köpenhamns handelskårs officielle chef. Han inskränkte dock ej sin verksamhet till dessa områden, utan sysslade även med andra uppgifter. Så övertog han 1871 det av staten nedlagda Frederiksborgs stuteri, men gav upp projektet redan 1876. År 1874 köpte han den i ruiner befintliga Frederikskirken med tillhörande tomt för att fullborda den förra och bebygga den senare, och 1884 byggde han järnvägen från Nykøbing Falster till Gedser. Vidare var han 1872 medlem av skandinaviska myntkommissionen, 1890 av internationella konferensen för arbetarskydd i Berlin och 1893 av den stora myntkonferensen i Bryssel. 
Utan att själv samla någon större förmögenhet – en väsentlig del gick åt vid Frederikskirkens uppförande, vilket för honom som utpräglad grundtvigian var en hjärtesak –  hade han större inflytande på danska affärslivet än någon av sina föregångare eller samtida. Som ett uttryck av erkänsla för hans verksamhet insamlades inom handelsvärlden 1882 en summa av 200 000 danska kronor till Frederikskirkens ornering; men först 1894 fick han uppleva templets invigning. Redan 1867 erhöll Tietgen titeln etatsråd och 1897 titeln geheimeråd. En av Rasmus Andersen 1904 utförd staty av honom är numera placerad vid Sankt Annæ Plads i Köpenhamn. År 1908 uppställdes en annan bildstod i hans födelsestad Odense. År 1893 blev han ledamot av svenska Vetenskapsakademien. Hans Erindringer og Optegnelser utkom 1904.